# Georg von Waldburg zu Zeil und Trauchburg
Titre
Prince de Waldbourg-Zeil
24 mai 1953 – 2 décembre 2015
(62 ans, 6 mois et 8 jours)
Georg Konstantin Ignatius Antonius Felix Augustinus Wunibald Kilian Bonifacius prince von Waldburg zu Zeil und Trauchburg, né à Wurtzbourg, le 5 juin 1928 et mort au château de Zeil près de Leutkirch im Allgäu le 2 décembre 2015, est un entrepreneur allemand et, de 1953 à sa mort, le chef de la lignée Zeil de la maison princière de Waldburg comme 7e « Fürst », soit durant plus de 62 ans. 
Il est connu sous le nom de Georg Fürst von Waldburg zu Zeil und Trauchburg.

## Biographie

### Famille
Georg von Waldburg-Zeil, né à Wurtzbourg en 1928, est le fils aîné et le premier des sept enfants d'Erich August 6e prince von Waldburg zu Zeil und Trauchburg (1899-1953) et de la princesse Monika von Löwenstein-Wertheim-Rosenberg (1905-1992), mariés en 1926. Il a six frères et sœurs : 1) Josefine (1929-1999), 2) Theresia (1931-2021), 3) Aloysius (1933-2014), 4) Karl (1936-2017), 5) Sophie (1938-2016) et 6) Eberhard (1940-2013),.

### Mariage et postérité

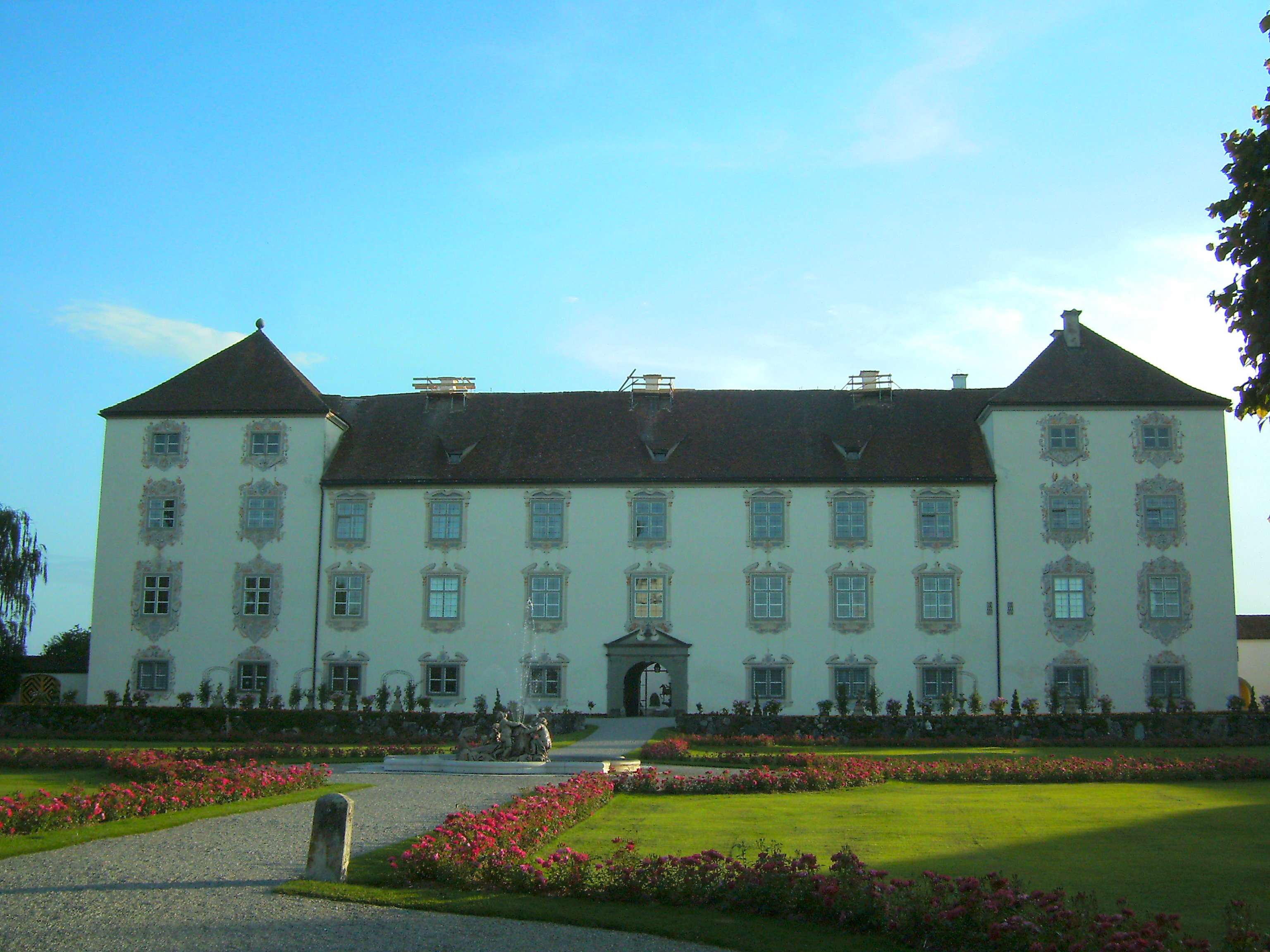
Le château de Zeil.

Le prince Georg, devenu après la mort de son père dans un accident d'automobile à Aitrach le 24 mai 1953, 7e prince («Fürst») von Waldburg zu Zeil und Trauchburg, épouse civilement le 31 août 1957 à Leutkirch im Allgäu, puis religieusement le 23 octobre suivant en l'église des Théatins de Munich, la princesse Marie Gabrielle de Bavière, née à Munich, le 30 mai 1931, fille aînée et premier des quatre enfants du prince Albert de Bavière (1905-1996), chef de la maison de Bavière en 1955, et de la comtesse Maria Draskovich von Trakostján (1904-1969). Les mariés descendent tous deux du prince Emmanuel de Liechtenstein (1700-1771).
Le couple, qui réside au château de Zeil à Leutkirch im Allgäu, a six enfants, :
- Walburga de Waldburg zu Zeil, née à Ravensbourg le 21 septembre 1958, épouse en 1986 Carl baron von Lerchenfeld (1958), dont cinq enfants ;
- Maria-Gabriele de Waldburg zu Zeil, née à Ravensbourg le 22 novembre 1959, épouse en 2004 Bernard comte de Monseignat (1952), sans postérité ;
- Monika de Waldburg zu Zeil, née à Ravensbourg le 22 mars 1961, épouse en 1987 Christoph Schenk comte von Stauffenberg (1950), dont quatre enfants ;
- Erich de Waldburg zu Zeil, né à Ravensbourg le 21 novembre 1962, chef de sa maison en succession de son père en 2015, épouse en 1988 la duchesse Mathilde de Wurtemberg (1962), dont cinq filles ;
- Adelheid de Waldburg zu Zeil, née à Ravensbourg le 28 novembre 1964, épouse en 1989 Max-Emanuel comte von Rechberg und Rothenlöwen zu Hohenrechberg (1959), dont trois enfants ;
- Elisabeth de Waldburg zu Zeil, née à Ravensbourg le 30 juillet 1966, épouse en 1990 Engelbert prince de Croÿ (1962), dont quatre enfants.

### Formation et chef de sa maison
Après sa formation au Collège Saint-Blaise jusqu'en 1939, Georg von Waldburg-Zeil étudie à l'Université Eberhard Karl de Tübingen et obtient en 1951 un diplôme en sciences économiques. Deux ans plus tard, à la mort de son père, il rejoint l'entreprise familiale.

### Mort et funérailles
Le prince Georg von Waldburg zu Zeil und Trauchburg meurt, en son château de Zeil, à l'âge de 87 ans, le 2 décembre 2015. Il est inhumé dans le cimetière de la propriété familiale du château de Zeil le 12 décembre suivant. Son fils unique Erich lui succède en qualité de chef de sa maison.

## Activités entrepreneuriales
Georg von Waldburg-Zeil dirige un vaste conglomérat d'entreprises. Avec environ 10000 hectares de terres forestières et agricoles, la famille est l'un des plus grands propriétaires fonciers privés d'Allemagne  et possède également des zones forestières considérables en Argentine. 
En outre, la famille est partenaire de la société de médias Schwäbischer Verlag GmbH &amp; Co. KG avec le Schwäbische Zeitung et participe aux radiodiffuseurs privés Radio 7, Radio Seefunk, trois chaînes de télévision régionales et de nombreuses autres filiales. Ces activités comprennent des engagements entrepreneuriaux de longue date avec la société de médias Allgäuer Zeitungsverlag. 
La famille gère également l'aérodrome régional de Leutkirch-Unterzeil, le Holzhof Zeil et plusieurs casinos, le Hochgratbahn et, depuis 1958, une chaîne de cliniques de rééducation. Les centres thermaux (cliniques Waldburg-Zeil, avec 17 établissements comprennent environ 3 400 lits et plus de 3 000 employés).
En 2014, la fortune privée de la famille est estimée à environ 650 000 000 €.

## Honneurs
Georg von Waldburg zu Zeil und Trauchburg est :
- 1310 e Chevalier de l'ordre de la Toison d'or d'Autriche (1980) ;
- Bailli Grand-croix d'honneur et de dévotion de l'ordre souverain de Malte ;
- Chevalier de l'ordre bavarois du Mérite ;
- Grand-croix de l'ordre de Saint-Grégoire-le-Grand (Vatican, 1964) ;
- Grand-croix de l'ordre d'Isabelle la Catholique (Espagne, 1965).
- Officier de l'ordre du Mérite de la République fédérale d'Allemagne.

## Ascendance
|  |                                                      |  |  |  |  |  |  |  |  |  |  |  |  |
|  | 8. Wilhelm von Waldburg zu Zeil und Trauchburg       |  |  |  |  |  |  |  |  |  |  |  |  |
|  |                                                      |  |  |  |  |  |  |  |  |  |  |  |  |
|  |                                                      |  |  |  |  |  |  |  |  |  |  |  |  |
|  | 4. Georg von Waldburg zu Zeil und Trauchburg         |  |  |  |  |  |  |  |  |  |  |  |  |
|  |                                                      |  |  |  |  |  |  |  |  |  |  |  |  |
|  |                                                      |  |  |  |  |  |  |  |  |  |  |  |  |
|  | 9. Maria Josepha von Waldburg zu Wolfegg und Waldsee |  |  |  |  |  |  |  |  |  |  |  |  |
|  |                                                      |  |  |  |  |  |  |  |  |  |  |  |  |
|  |                                                      |  |  |  |  |  |  |  |  |  |  |  |  |
|  | 2. Erich August von Waldburg zu Zeil und Trauchburg  |  |  |  |  |  |  |  |  |  |  |  |  |
|  |                                                      |  |  |  |  |  |  |  |  |  |  |  |  |
|  |                                                      |  |  |  |  |  |  |  |  |  |  |  |  |
|  | 10. Erich zu Salm-Reifferscheidt-Raitz               |  |  |  |  |  |  |  |  |  |  |  |  |
|  |                                                      |  |  |  |  |  |  |  |  |  |  |  |  |
|  |                                                      |  |  |  |  |  |  |  |  |  |  |  |  |
|  | 5. Marie Therese von Salm Reifferscheid-Raitz        |  |  |  |  |  |  |  |  |  |  |  |  |
|  |                                                      |  |  |  |  |  |  |  |  |  |  |  |  |
|  |                                                      |  |  |  |  |  |  |  |  |  |  |  |  |
|  | 11. María del Pilar Álvarez de Toledo                |  |  |  |  |  |  |  |  |  |  |  |  |
|  |                                                      |  |  |  |  |  |  |  |  |  |  |  |  |
|  |                                                      |  |  |  |  |  |  |  |  |  |  |  |  |
|  | 1. Georg von Waldburg zu Zeil und Trauchburg         |  |  |  |  |  |  |  |  |  |  |  |  |
|  |                                                      |  |  |  |  |  |  |  |  |  |  |  |  |
|  |                                                      |  |  |  |  |  |  |  |  |  |  |  |  |
|  | 12. Charles de Löwenstein-Wertheim-Rosenberg         |  |  |  |  |  |  |  |  |  |  |  |  |
|  |                                                      |  |  |  |  |  |  |  |  |  |  |  |  |
|  |                                                      |  |  |  |  |  |  |  |  |  |  |  |  |
|  | 6. Aloïs von Löwenstein-Wertheim-Rosenberg           |  |  |  |  |  |  |  |  |  |  |  |  |
|  |                                                      |  |  |  |  |  |  |  |  |  |  |  |  |
|  |                                                      |  |  |  |  |  |  |  |  |  |  |  |  |
|  | 13. Sophie de Liechtenstein                          |  |  |  |  |  |  |  |  |  |  |  |  |
|  |                                                      |  |  |  |  |  |  |  |  |  |  |  |  |
|  |                                                      |  |  |  |  |  |  |  |  |  |  |  |  |
|  | 3. Monika von Löwenstein-Wertheim-Rosenberg          |  |  |  |  |  |  |  |  |  |  |  |  |
|  |                                                      |  |  |  |  |  |  |  |  |  |  |  |  |
|  |                                                      |  |  |  |  |  |  |  |  |  |  |  |  |
|  | 14. Aloys de Löwenstein-Wertheim-Rosenberg           |  |  |  |  |  |  |  |  |  |  |  |  |
|  |                                                      |  |  |  |  |  |  |  |  |  |  |  |  |
|  |                                                      |  |  |  |  |  |  |  |  |  |  |  |  |
|  | 7. Josephine Kinsky von Wchinitz und Tettau          |  |  |  |  |  |  |  |  |  |  |  |  |
|  |                                                      |  |  |  |  |  |  |  |  |  |  |  |  |
|  |                                                      |  |  |  |  |  |  |  |  |  |  |  |  |
|  | 15. Josephine Kinsky von Wchinitz und Tettau         |  |  |  |  |  |  |  |  |  |  |  |  |
|  |                                                      |  |  |  |  |  |  |  |  |  |  |  |  |
|  |                                                      |  |  |  |  |  |  |  |  |  |  |  |  |